# فيلومينا منساه
فيلومينا منساه (بالإنجليزية: Philomena Mensah) هي عداءة سريعة غانية، ولدت في 11 مايو 1975 في أكرا في غانا.

## وصلات خارجية
- فيلومينا منساه على موقع الاتحاد الدولي لألعاب القوى (الإنجليزية)
- فيلومينا منساه على موقع الاتحاد الكندي لألعاب القوى (الإنجليزية)
- فيلومينا منساه على موقع اتحاد ألعاب الكومنولث (مؤرشف) (الإنجليزية)
- فيلومينا منساه على موقع اتحاد ألعاب الكومنولث (مؤرشف) (الإنجليزية)